# 基切沃
基切沃，是北馬其頓共和國西部基切沃市鎮内的城市及行政中心。市區附近有眾多中世紀的修道院等東正教的建築。

## 外部連結
- 基切沃市鎮官方网站 （页面存档备份，存于） （馬其頓文）